# 阿尔森茨
阿尔森茨是德国莱茵兰-普法尔茨州的一个市镇。总面积12.88平方公里，总人口1750人，其中男性863人，女性887人（2011年12月31日），人口密度136人/平方公里。